# Riffort
El Riffort es uno de los ocho fuertes en la isla de Curazao, un territorio de los Países Bajos en las Antillas Menores. La estructura se ubica al oeste de la entrada de la Bahía de Santa Ana (Sint Annabaai).
En 1824 el teniente general Krayenhoff fue llamado para mejorar las defensas obsoletas y en mal estado en la isla. Después de la asignación de Krayenhoff el Riffort y Fuerte Water fueron construidos en 1828 ; La construcción duró hasta 1829. Además la fortaleza tenía una habitación a prueba de bombas en el que se preservó la cadena que podría cerrar la entrada a la bahía.
En la actualidad parte de su estructura funciona como centro comercial y casino.